# FIFA Football 2005
FIFA Football 2005 (також відома, як FIFA Soccer 2005, FIFA 2005 або просто FIFA 05) — футбольна спортивна відеогра, розроблена фірмою EA Canada і випущена корпорацією Electronic Arts 8 жовтня 2004 року. Гра була випущена для ряду ігрових платформ: для PlayStation, PlayStation 2, Microsoft Windows (ПК), Xbox, Nintendo GameCube, PlayStation Portable, Game Boy Advance, Gizmondo, N-Gage і мобільного телефону. Слоган гри: «Великий гравець потребує великого першого поштовху» (англ. A great player needs a great first touch). FIFA 2005 є дванадцятою грою в серії FIFA, дев'ятою в 3D і останньої, випущеної для приставки PlayStation в Північній Америці. FIFA Football 2005 вперше була розроблена для сьомого покоління портативних ігрових систем.
З новим покращеним режимом кар'єри гра була широко розрекламована і вийшла не в кінці жовтня (як попередні ігри серії), а на початку, щоб уникнути близькості до релізу ігор Pro Evolution Soccer 4 і FIFA Street. Тим не менш, багато критики визнали, що геймплей FIFA 2005 сильно поступився грі від Konami, яка була значно поліпшена в порівнянні з виданням 2003 року. Онлайн-сервери гри були закриті у 2008 році.

## Ігровий процес
Гра включає повернутий режим створення гравців, а так само новий покращений режим 15-сезонної кар'єри. Але відміна FIFA Football 2005 від попередніх ігор серії полягає в наявності «першого дотику», яке допомагає виконувати реалістичні паси і трюки. Крім того, в гру вперше була включена Мексиканська Прімера. Саундтрек був складений англійським діджеєм Пол Окенфолд, який так само написав трек «FIFA Theme» спеціально для гри.
На обкладинці FIFA Football 2005 зображені Патрік Вієйра, Фернандо Морієнтес та Андрій Шевченко. У північноамериканської версії Вієйра замінений на Освальдо Санчеса. Коментаторами до гри виступили Джон Мотсон і Аллі Маккойст.

## Клуби
Загалом у FIFA Football 2005 присутні 25 повних футбольних ліг, що представляють 21 країну. Крім повних ліг у грі присутній розділ «інший світ», в якому представлено 12 клубів з п'яти країн, ліги яких не включені в гру.

### Першості
- Бундесліга Австрії
- Англійська Прем'єр-ліга
- Чемпіонат Футбольної ліги  1
- Перша футбольна ліга
- Друга футбольна ліга
- Ліга Бельгії
- Ліга Бразилії
- Суперліга Данії
- Іспанська Прімера
- Іспанська Сегунда
- Італійська Серія A
- Італійська Серія B
- Ліга Мексики  3
- Нідерландська Ередівізія
- Німецька будесліга 1
- Німецька будесліга 2  2
- Норвезька Тіппеліга
- Ліга Південної Кореї
- Суперліга Португалії
- MLS
- Французька ліга 1
- Французька ліга 2
- Суперліга Швейцарії
- Шведська Аллсвенскан
- Шотландська Прем'єр-ліга

 1  Склад Шеффілд Юнайтед даний на період 2003-2004 р.р. 
  2   Склад Дуйсбурга даний на період 2003-2004 р.р.  
  3  Нова ліга в серії

### Решта світу
- Бока Хуніорс
- Рівер Плейт
- Олімпіакос
- Панатінаїкос
- Паніліакос
- ПАОК
- Вісла
- Легія (Варшава)
- Полонія
- Галатасарай
- Сігма
- Спарта

## Національні збірні
FIFA Football 2005 розпорядженні 39-у національними збірними. У грі немає збірних Японії, яка дійшла до 1 / 8 чемпіонату світу в Південній Кореї і Японії (права на цю збірну є тільки у фірми Konami), Південної Кореї, яка зайняла 4 місце на цьому ж чемпіонаті (попри те, що в грі присутня національна ліга це країни), Нідерландів (чия національна ліга так само представлена в грі) і Сенегалу, яка дійшла до чвертьфіналу чемпіонату світу 2002 року.
| - Австралія - Австрія - Англія - Аргентина - Бельгія - Болгарія - Бразилія - Угорщина - Німеччина - Греція - Данія - Ірландія - Іспанія | - Італія - Камерун - Китай - Коста-Рика - Мексика - Нігерія - Норвегія - Парагвай - Польща - Португалія - Росія - Румунія - Північна Ірландія | - Словенія - США - Туніс - Туреччина - Уругвай - Уельс - Фінляндія - Франція - Хорватія - Чехія - Швейцарія - Швеція - Шотландія |

## Стадіони
У грі є можливість провести матчі на 31-й арені: на 20-ти реально існуючих стадіонах 7-ми різних країн, на 10-ти «шаблонних» аренах (для команд, які не мають власного реального стадіону в грі) і на одному тренувальному полі.
| Реальні стадіони - Олд Траффорд - Сент-Джеймс Парк - Стемфорд Брідж - Хайбері - Енфілд - Констант Ванден Сток - AOL Арена - БайАрена - Вестфальський стадіон - Вісенте Кальдерон - Камп Ноу - Месталья - Сантьяго Бернабеу - Делле Альпі - Сан Сіро - Амстердам-Арена - Велодром - Парк де Пренс - Стад Жерлан - Стадіон Фелікса Боллара | «Шаблонні» стадіони - «Закритий квадратний стадіон» - «Відкритий квадратний стадіон» - «Олімпійський стадіон» - «Овальний стадіон» - «Стадіон першого європейського дивізіону» - «Стадіон першого англійського дивізіону» - «Стадіон другого європейського дивізіону» - «Стадіон другого англійського дивізіону» - «Стадіон третього європейського дивізіону» - «Стадіон третього англійського дивізіону» - Тренувальне поле |

## Саундтрек
У FIFA Football 2005 подано 38 композицій від виконавців 20-ти країн світу.
| - INXS - «What You Need (Coldcut Force Mix 13 Edit)» - Faithless - «No Roots» - Future Funk Squad - «Sorcerary» - New Order - «Blue Monday» - The Streets - «Fit But You Know It» - Морріссі - «Irish Blood, English Heart» - Пол Окенфолд - «Beautiful Goal (EA Sports Football Theme)» - Емма Воррен - «She Wants You Back» - Inverga + Num Kebra - «Eu Perdi Voce» - Marcelo D2 - «Profissao MC» - Івет Сангало - «Sorte Grande» - Los Amigos Invisibles - «Esto Es Lo Que Hay (Reggaeton Remix)» - Nachlader - «An die Wand» - Oomph! - «Augen Auf!» - Seeed - «Release» - Miss J - «Follow Me» - Gusanito - «Vive La Vida» - Sober - «Cientos de Preguntas» - Ла Мала Родрігес - «Jugadoras, Jugadores» | - Brothers - «Dieci Cento Mille» - Sandro Bit - «Ciao Sono Io» - Сара Маклахлан - «World on Fire (Junkie XL Remix)» - Дебі Нова - «One Rhythm (Do Yard Riddim Mix)» - Clorofila of Nortec Collective - «Almada» - Феррі Корстен - «Rock Your Body, Rock» - Zion & Lennox - «Ahora» - Flogging Molly - «To Youth (My Sweet Roisin Dubh)» - Head Automatica - «Brooklyn Is Burning» - Scissor Sisters - «Take Your Mama» - Air - «Surfing on a Rocket» - Jose - «A Necessidade» - * Mañana - «Miss Evening» - The Sounds - «Seven Days a Week» - The Soundtrack of Our Lives - «Karmageddon» - Franz Ferdinand - «Tell Her Tonight» - Sneak Attack Tigers - «The End of All Good» - Уейн Маршалл - «Hot in the Club» - Soul'd Out - «1,000,000 Monsters Attack» |